# Careri
Careri ist eine süditalienische Gemeinde (comune) mit 2100 Einwohnern (Stand 31. Dezember 2023) in der Metropolitanstadt Reggio Calabria in Kalabrien. 

## Lage
Die Gemeinde liegt etwa 40,5 Kilometer ostnordöstlich von Reggio Calabria im Parco nazionale dell'Aspromonte. Nachbarorte sind San Luca, Santa Cristina d’Aspromonte,  Platì und Benestare. Zur Gemeinde gehören die beiden Orte Natile Nuovo und Natile Vecchio.

## Verkehr
Durch die Gemeinde führt die frühere Strada Statale 112 d'Aspromonte (heute eine Provinzstraße) von Bagnara Calabra nach Bovalino.